# Dempsey Wilson
Dempsey Cothrin Wilson (* 11. März 1927 in Los Angeles; † 23. April 1971 ebenda) war ein US-amerikanischer Automobilrennfahrer.

## Karriere
Dempsey Wilson fuhr 1956, in den Jahren zwischen 1958 und 1965 sowie 1968 und 1969 in der USAC-Rennserie. Insgesamt kam er auf 32 Renneinsätze. Viermal war er auch bei den 500 Meilen von Indianapolis am Start. Da die 500 Meilen von 1950 bis 1960 zur Formel-1-Weltmeisterschaft zählten, stehen bei Wilson zwei Läufe zur Weltmeisterschaft in den Statistiken. Sowohl 1958 als auch 1960 konnte er keine Punkte erreichen. Wilson gehörte nicht zu den erfolgreichen Fahrern dieser Rennserie. Seine beste Platzierung blieb der achte Platz beim Rennen in Milwaukee 1960.